# Снідвілл (Теннессі)
Снідвілл (англ. Sneedville) — місто (англ. town) в США, в окрузі Генкок штату Теннессі. Населення — 1282 особи (2020).

## Географія
Снідвілл розташований за координатами 36°32′12″ пн. ш. 83°12′39″ зх. д. / 36.53667° пн. ш. 83.21083° зх. д. (36.536795, -83.210925).  За даними Бюро перепису населення США в 2010 році місто мало площу 5,96 км², з яких 5,96 км² — суходіл та 0,00 км² — водойми.

## Демографія
Згідно з переписом 2010 року, у місті мешкало 1387 осіб у 558 домогосподарствах у складі 338 родин. Густота населення становила 233 особи/км².  Було 641 помешкання (108/км²).
Расовий склад населення:
| - 97,4 % — білих - 0,6 % — чорних або афроамериканців - 0,3 % — корінних американців - 0,1 % — азіатів |

До двох чи більше рас належало 1,7 %. Частка іспаномовних становила 0,3 % від усіх жителів.
За віковим діапазоном населення розподілялося таким чином: 22,6 % — особи молодші 18 років, 59,7 % — особи у віці 18—64 років, 17,7 % — особи у віці 65 років та старші. Медіана віку мешканця становила 37,6 року. На 100 осіб жіночої статі у місті припадало 90,3 чоловіків;  на 100 жінок у віці від 18 років та старших — 83,9 чоловіків також старших 18 років.
Середній дохід на одне домашнє господарство  становив 23 585 доларів США (медіана — 14 009), а середній дохід на одну сім'ю — 28 929 доларів (медіана — 16 974). За межею бідності перебувало 58,5 % осіб, у тому числі 72,9 % дітей у віці до 18 років та 27,5 % осіб у віці 65 років та старших.
Цивільне працевлаштоване населення становило 295 осіб. Основні галузі зайнятості: освіта, охорона здоров'я та соціальна допомога — 27,8 %, виробництво — 22,4 %, роздрібна торгівля — 16,6 %.